# Mizan Zainal Abidin
Mizan Zainal Abidin (Kuala Terengganu, 22 de Janeiro de 1962) é o 16.º sultão do estado de Terengganu, na Malásia, e foi o 13.º Yang di-Pertuan Agong, ou Rei, da Malásia, de 13 de dezembro de 2006 a 13 de dezembro de 2011.